# タイバーン

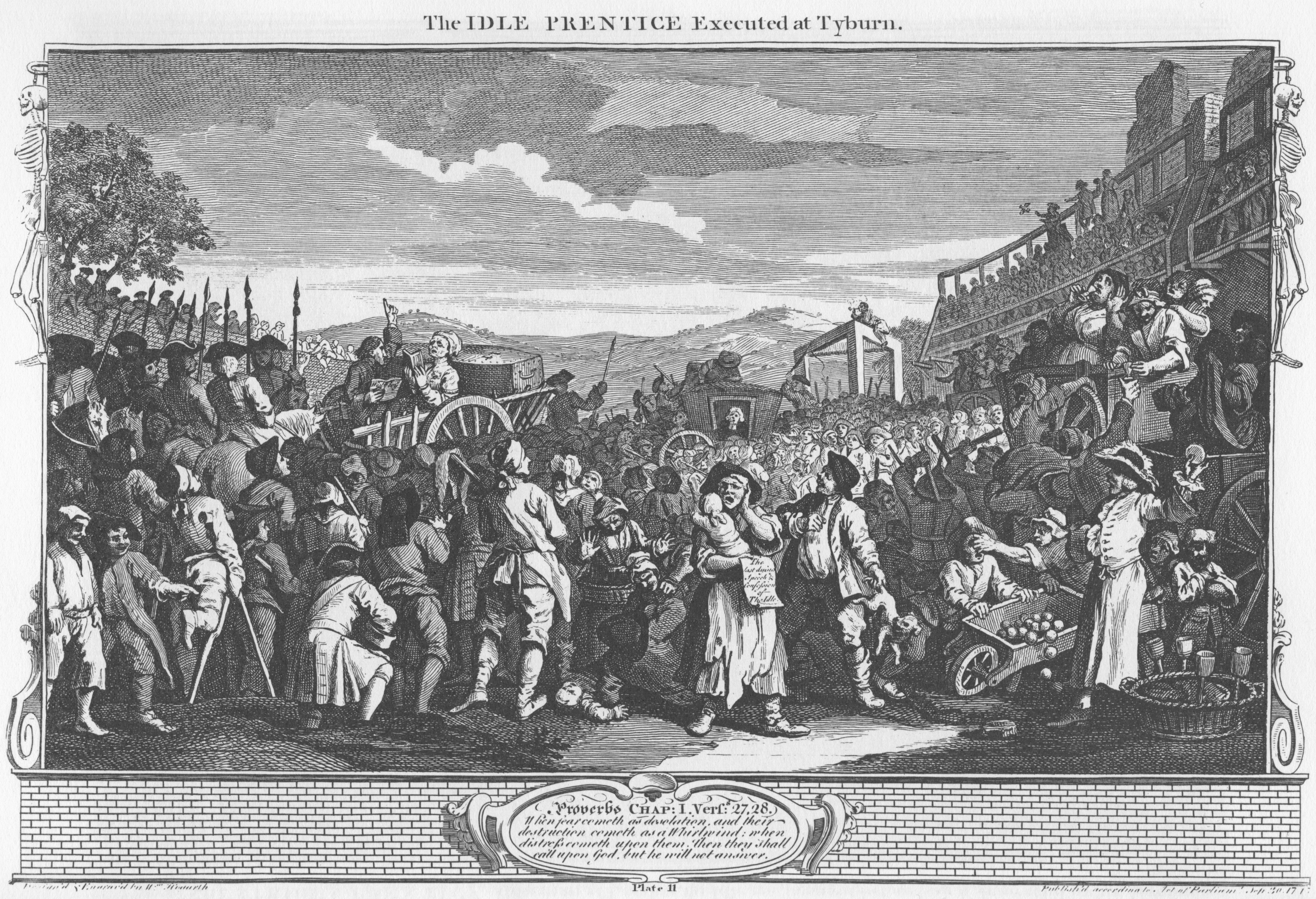
ウィリアム・ホガースの描いた風俗画。処刑を見物する人々。1747年

タイバーン（英: Tyburn）は、かつてイギリスミドルセックス州にあった荘園。現在はロンドン・ハイド・パークの一部となっている。タイバーンとは、ここを流れてテムズ川に注いでいた小川の名前に由来する。現在小川は地下を流れている。タイバーンの名は、悪名高い異色の絞首台が設置されていた場所として知られ、数世紀に渡って刑場として使用されていた。現在マーブル・アーチがある辺りが該当する。

## 歴史
タイバーンはセント・メリルボーンにあった2つの荘園の1つだった。タイバーンの名前はドゥームズデイ・ブックにも記録されている。今のオックスフォード街の西のはずれにあった。オックスフォード街とパーク・レーンの以前にあった道は村につながる道路で、タイバーン・ロードとタイバーン・レインとそれぞれに呼ばれていた。
タイバーンは古代から意味があり、ここには『オズウルフの石』で知られる目印が置かれていた（ミドルセックスの村の単位ハンドレッドを示す）。石は1822年にマーブル・アーチがこの地域に移されると地下に埋められてしまった。しかし、すぐ後に掘り出されてアーチの反対側に支えとして据えられた。石は1869年から見ることができなくなった。

## タイバーン刑場

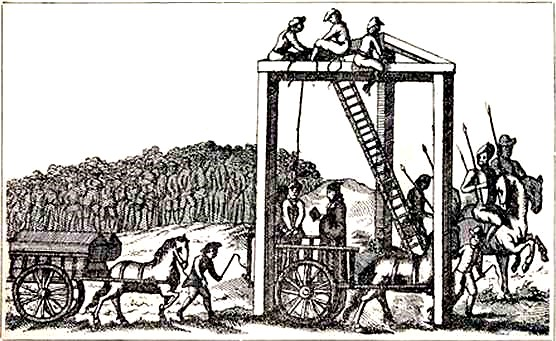
タイバーン・トゥリー

タイバーンで死刑が執行されたのは18世紀までである（シティ・オブ・ロンドンのニューゲート監獄から、セント・ジャイルズ・イン・ザ・フィールズ教会(St Giles in the Fields)とオックスフォード街を経て、タイバーンへ向かった）。以降、刑の執行はニューゲートまたは南ロンドンのホースマンガー・レイン・ゴール刑務所(Horsemonger Lane Gaol)に移された。
最初に小川の隣で死刑が執行されたのは、1196年であった。ロンドンにおいて重税に対する暴動を指揮したウィリアム・フィッツ・オズバーンである。彼は裸にされて馬に引きずられてタイバーンへ連れてこられ、絞首刑にされた。
1571年、「タイバーン・トゥリー」という絞首台が現在のマーブル・アーチ付近に設置された。『トゥリー』または『三連の木』は絞首台の形状から由来しており、三角形の三角に水平に木を据えてあった。何人もの重罪犯がここで絞首刑にされ、時には観衆を集めての公開処刑も行われた。1649年6月23日、23人の男と1人の女が一斉に吊され、死体は8つの馬車で運び出された。
トゥリーは道の真ん中に立っており、西ロンドンの名所となり、旅行者に対して明白な法の象徴となっていた。処刑後、遺体は近くに埋葬されるか、後に何度か医者によって解剖目的のために持ち去られた。
タイバーン・トゥリーの最初の犠牲者となったのは、エリザベス1世に従うことを拒んだカトリック教徒ジョン・ストーリーだった。それ以上に名の知れた者達がトゥリーから吊された。ジョン・ブラッドショウ（チャールズ1世に処刑の判決を下した裁判官の1人）、既に病没していたが王政復古後に遺体を吊されたヘンリー・アイアトン、オリバー・クロムウェルである。彼らは1661年1月、父王処刑の報復としてチャールズ2世の命令で王殺し（レジサイド）として墓から掘り起こされ、刑場に吊された。 
処刑は一般庶民の見せ物として非常に人気があり、100人程度の観衆が集まった。商魂たくましいタイバーンの村民は、見物人のために大きな観覧席を設置し、席料をとった。ある時、観覧席が突然崩壊し、約100人の死傷者が出た。これが恐怖心を起こして処刑を見るものがなくなるかといえばそうはならず、ロンドンにおける庶民的な休日の過ごし方として続行されたのである。
『タイバーン』という言葉は、婉曲的に用いられることがある。例として、『タイバーンへ馬で乗り入れる』（to take a ride to Tyburn）は『1人が吊されに行った』という意味である。また、『タイバーンの荘園領主』（Lord of The Manor of Tyburn）とは『公開処刑された者』を意味するし、『タイバーン・ジグを踊る』（ dancing the Tyburn jig、ジグとは踊りの名前）とは絞首刑にされ苦しみ動く様を指す。既決囚は、ニューゲート監獄から屋根のない牛車に乗せられここへ移された。彼らは、観劇に行くが如く手持ちの中で一番いい服を着て、無頓着に死んでいった。彼らは刑場へ向かう途中、居酒屋で降りて『最後の飲み物』を飲むことが許されていた。観衆は潔い死に様をはやし立てたが、死刑囚の一部が死ぬのを怖がり騒ぎ立てようものならヤジを飛ばしてあざけった。
タイバーン刑場で最後に死んだ死刑囚は、1783年11月3日、旅行者ばかりを狙って殺していた強盗犯ジョン・オースティンであった。絞首台のあった場所は、現在三つの真鍮の三角形が記念として埋め込まれている（エッジウェア・ロードとベイズウォーター・ロードの角にある歩道）。このプラークは、タイバーン修道院を記念したものでもある。カトリックのこの修道院は、信仰のために犠牲となった人々の記念に建てられたものである。
現在、タイバーンという地名はワットリング街の一部に残る。

## タイバーンで処刑された著名な人物
| 名前                                       | 死刑執行日     | 履歴 |
| ------------------------------------------ | -------------- | --- |
| ロジャー・モーティマー                     | 1330年11月29日 | 初代マーチ伯。エドワード2世妃イザベラ・オブ・フランスの愛人。王妃と謀ってエドワード2世を暗殺。エドワード3世の摂政をつとめた。裁判なしに処刑。                          |
| ハンフリー・スタフォード                   | 1486年7月8日   | リチャード3世の重臣。ヘンリー7世の命により裁判なしで処刑。 |
| マイケル・アン・ゴフ と トマス・フラマンク | 1497年 6月24日 | 1497年に起きたコーンウォール反乱の首謀者。 |
| パーキン・ウォーベック                     | 1499年11月23日 | ヘンリー7世治下、自身をヨーク公リチャード（ロンドン塔に幽閉され暗殺されたというエドワード5世の実弟）であると宣言し、王位を僭称してコーンウォールで反乱を指揮。         |
| エリザベス・バートン                       | 1534年 4月20日 | 尼僧。ヘンリー8世がアン・ブーリンと結婚したら、半年以内に王は死ぬと預言。反逆罪に問われた。                                                                            |
| 聖ジョン・ホフトン                         | 1535年5月4日   | 殉教者。カトリックの修道院ロンドン・チャーターハウスの副院長。ヘンリー8世と最初の王妃キャサリン・オブ・アラゴンの離婚に反対した。                                      |
| トマス・カルペパー                         | 1541年12月10日 | 貴族。ヘンリー8世の5人目の王妃キャサリン・ハワードと密通した。貴族としてならば通常ロンドン塔内で非公開に斬首刑に処されるところ、タイバーンで公開のうえ斬首刑にされた。 |
| 聖エドマンド・キャンピオン                 | 1581年12月1日  | 殉教者。イングランド国教会からの離教者でイエズス会所属の司祭。エリザベス1世殺害を企てたとして首吊り・内臓抉り・四つ裂きの刑を課せられる。                              |
| ロベール・ユベール                         | 1666年9月28日  | フランス・ルーアン出身の時計職人。1666年に起きたロンドン大火の犯人だと誤って自白。                                                                                     |
| 聖オリヴァー・プランケット                 | 1681年7月1日   | カトリックの全アイルランド大司教。アルマフ大司教。殉教者。 |
| ジャック・シェパード                       | 1724年11月16日 | 泥棒。 |
| ジョナサン・ワイルド                       | 1725年5月24日  | 犯罪者。 |
| ジェームズ・マックレーン                   | 1750年10月3日  | 強盗。 |
| ローレンス・シャーリー                     | 1760年5月5日   | 第4代フェラーズ伯。殺人を犯して処刑された。処刑された貴族としては彼が最後になる。                                                                                      |